# Gyrocaryum oppositifolium
Gyrocaryum oppositifolium Valdés – gatunek rośliny z rodziny ogórecznikowatych (Boraginaceae Juss.). Jest taksonem monotypowym w obrębie rodzaju Gyrocaryum. Występuje endemicznie w Hiszpanii kontynentalnej, w pobliżu miasta Ponferrada, w prowincji León. 

## Morfologia
PokrójRoślina zielna dorastająca do 24 cm wysokości. Ma proste lub słabo rozgałęzione pędy. Łodyga jest wyprostowana lub lekko pochylona.
LiścieDolne liście mają 2,4 cm długości i 0,5 cm szerokości oraz prawie lancetowaty kształt. Liście na średniej wysokości oraz te najwyższej położone mają 2,8 cm długości i 0,7 cm szerokości oraz kształt jajowato-eliptyczny, wąsko-podłużny lub wąsko-lancetowaty.
KwiatyZebrane w kwiatostany dorastające do 9 (–13,5) cm długości. Kwiaty są osadzone na szypułkach o długości 3–5,5 cm. Przysadki mają 5–17 mm długości i 2–6 mm szerokości, mają eliptyczny lub wąsko-podłużny kształt, są prawie takiej samej długości jak szypułki. Działki kielicha mają 2,5–3 mm długości i 0,9–1 mm szerokości, są jajowate lub lancetowate. Korona kwiatu ma 6,5–7,5 mm długości i jest niebieskiego koloru.
OwoceJasno- lub ciemnobrązowe rozłupki mające 1,4–1,6 mm długości oraz 0,5–1 mm szerokości.

## Biologia i ekologia
Roślina jednoroczna. Rośnie w zaburzonych siedliskach roślin zielnych wśród rozproszonych drzew. Gatunek można również znaleźć na skraju lasów sosnowych, w zaroślach, w lasach na wolnych granitowych lub łupkowych glebach z piaszczystym podłożem na łagodnych wzniesieniach.

## Ochrona
W Czerwonej księdze gatunków zagrożonych został zaliczony do kategorii CR – gatunków krytycznie zagrożonych wyginięciem. Stało się tak, ponieważ występuje tylko w jednej bardzo małej lokalizacji i zawiera mniej niż 100 osobników. Liczebność populacji ma nadal tendencję spadkową. 
Gatunek został opisany w 1982 roku na podstawie holotypu znalezionego w pobliżu Sewilli. Znane były trzy subpopulacje – jedna w pobliżu Sewilli, jedna w pobliżu miasta Ponferrada, w prowincji León oraz jedna w pobliżu Madrytu. Jednak dwie subpopulacje zostały już stracone i obecnie istnieje tylko jedna w prowincji León.
Gatunek ma słabą strategię reprodukcyjną. Rozwój infrastruktury, w szczególności dróg leśnych oraz budowa kolei, jest głównym zagrożeniem dla tego gatunku. Wydeptywanie ścieżek przez ludzi oraz wprowadzenie konkurencyjnych gatunków obcych są dodatkowymi zagrożeniami. Inne zagrożenie może również stanowić zbieranie okazów do kolekcji dla celów botanicznych i naukowych.
Problemem może być również fakt, że jedyna pozostała subpopulacja tego gatunku nie znajduje się na żadnych obszarach chronionych.